# Eupelmus excellens
Eupelmus excellens is een vliesvleugelig insect uit de familie Eupelmidae. De wetenschappelijke naam is voor het eerst geldig gepubliceerd in 1874 door Westwood.